# Нафі Джусойти
Нафі Григорович Джусойти (27 лютого 1925, Хардисар — 26 червня 2017, Владикавказ) — осетинський науковець у галузі історії літератури і фольклору, доктор філологічних наук, академік, член-кореспондент АН ГРСР. Письменник, поет, драматург і публіцист.

## Життєпис
Народився 27 лютого 1925 року в селі Хардисар Джавського району Південної Осетії в селянській родині. У 1941 році з відзнакою закінчив середню школу.
Учасник німецько-радянської війни з 1941 року. Після демобілізації працював інструктором Південноосетинського обкому КПРС.
У 1949 році закінчив історичний факультет Південно-Осетинського педінституту. У тому ж році поступив до аспірантури при Ленінградському інституті російської літератури, де у 1953 році успішно захистив кандидатську дисертацію на тему: «Коста Хетагуров і російська література». У 1968 році захистив докторську дисертацію на тему: «Історія осетинської літератури (дореволюційний період)».
З 1954 року завідував відділом осетинської літератури Південноосетинського НДІ імені З. М. Ванеєва, нині — головний науковий співробітник цього ж інституту.

## Літературна діяльність
Перша книга віршів — «Серце солдата» видана у 1949 році. У наступні роки вийшли друком низка поетичних і прозових книг Н. Джусойти (вірші, поеми, оповідання, повісті, романи), монографічні дослідження творчості класиків осетинської літератури, літературно-критичні статті. Найбільш відомі серед них: романи «Смерть людини» (ос. «Адаймаджы малат») і «Кров предків» (ос. «Фыдалты туг»), «Лірика», «Я народився в горах», «Важкий вік», «Мій гірський край», «Безіменна книга», «Дванадцять ран як одна рана», «Сльози сирдона».
Перекладав осетинською мовою твори Т. Шевченка, І. Франка, П. Тичини, В. Сосюри, а також російських і грузинських письменників.

## Українські переклади
- Вірші в кн.: Високий обрій. — Одеса, 1974.

## Нагороди і почесні звання
Лауреат премії імені Кости Хетагурова.